# Cymbopteryx
Cymbopteryx és un gènere d'arnes de la família Crambidae.

## Taxonomia
- Cymbopteryx diffusa Munroe, 1974
- Cymbopteryx extralinea (Dyar in Dyar, 1914)
- Cymbopteryx fuscimarginalis Munroe, 1961
- Cymbopteryx pseudobelialis Munroe, 1974
- Cymbopteryx unilinealis (Barnes & McDunnough, 1918)